# Polygonatum omeiense
Polygonatum omeiense là một loài thực vật có hoa trong họ Măng tây. Loài này được Z.Y.Zhu miêu tả khoa học đầu tiên năm 1992.